# Norddorf auf Amrum
Norddorf auf Amrum (fryz. Noorsaarep, duń. Nordtorp) – gmina w Niemczech na wyspie Amrum, w kraju związkowym Szlezwik-Holsztyn, w powiecie Nordfriesland, wchodzi w skład urzędu Föhr-Amrum.